# ランチア・ストラトス
ランチア・ストラトスHF（LANCIA STRATO'S HF (acca effe)）は、イタリアのランチアが製造したスポーツカー。世界ラリー選手権（WRC）で勝利することを目的に開発されたホモロゲーションモデルである。

## 概要
車名のストラトスは、「成層圏」という意味の英語の“stratosphere”あるいはイタリア語の“stratosfera”からの造語であるとされ、“STRATOS”と表記される場合も多いが、実車の型式プレート、ドアのロゴ等は“STRATO'S”とアポストロフィーが付与されており、これは商標関係による配慮だという。ベルトーネのスタッフが会社に持参した飛行機のプラモデルから名前を借用したとの説もある。
ランチアのスポーツモデルに用いられるグレード名の「HF」は、チェーザレ・フィオリオの若年期のプライベートチーム「HFスクアドラ・コルセ」に端を発する「High-Fidelity」（Hi-Fi）の略で、「高品質でドライバーの意のままに（忠実に）操ることができる車」の意味である。

### 開発の経緯

#### ストラトスHFゼロ (1970年)

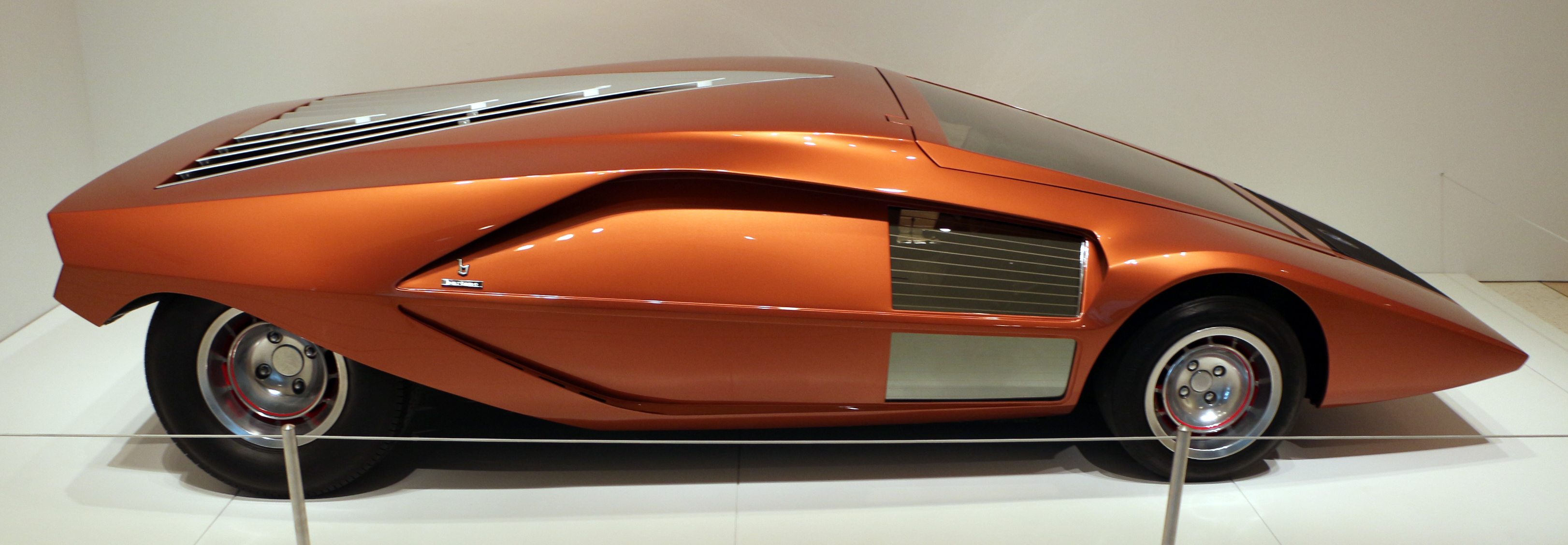
ベルトーネ ストラトス HFゼロ

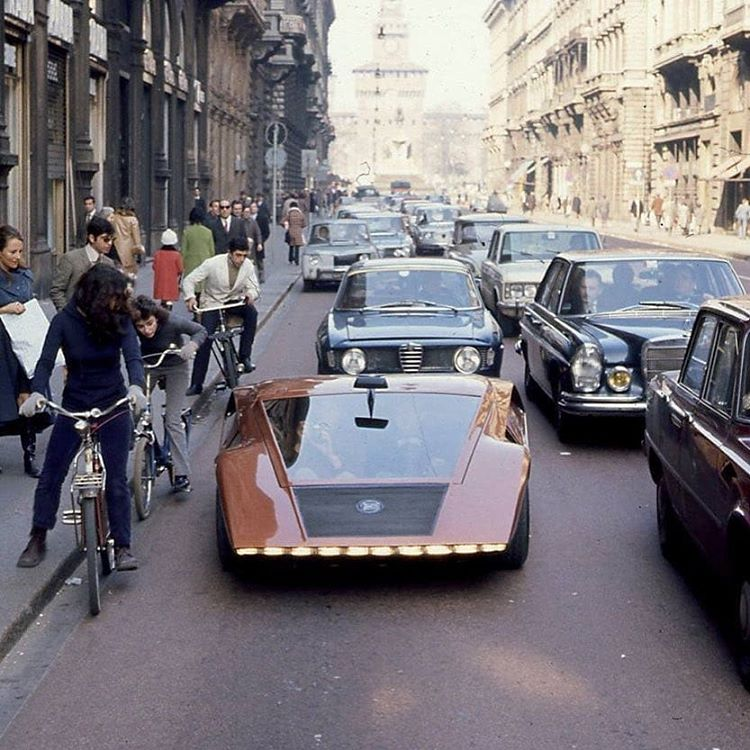
ミラノを自走するストラトス HFゼロ

1970年秋のトリノ・ショーで、ベルトーネはショーカーの「ストラトスHFゼロ」（リアのバッジはSTRATO'S HF）を発表した。ヌッチオ・ベルトーネは当初、宇宙時代のデザインに触発されて「成層圏の限界」のように「ストラトリミテ」と呼びたがっていた。
ショーカーながらパワートレインやシャシはランチア・フルヴィアクーペのものを流用しており、MR（ミッドシップエンジン、後輪駆動）というレイアウトとなっている。フロントヘッドライトストリップには全幅いっぱいに10個の55W電球でヘッドライトが構成され、リアは切り詰められたテールのグリル周囲全体にリボンテールライトとして広がる84個以上の小さな電球で照らされる。同じライトは方向指示器としても兼用され、中央から端まで連続して点灯するようになっていた。ベルトーネのデザイナー、ユージニオ・パリアーノは、自分たちがどれだけ低い車を作ることができるかを確認することが課題だと主張し、フェラーリ・モデューロの高さはわずか93.5 cmだったが、ストラトスHFゼロは地面からわずか84 cmだった。フルヴィアHFの1.6 L V型4気筒エンジンを使用することで、全高を低く抑えることができた。後部に横方向の板ばねが配置されたダブルウィッシュボーンは、フルヴィア譲りのフロントアクスルであり、フロントには短いマクファーソンストラット式を採用し、4輪すべてにディスクブレーキを装備した。乗降用のドアはフロントガラスを兼ねた台形の巨大なハッチとなっており、フロントエンブレムの「LANCIA」のロゴ部分を開閉ノブとしてハッチを開け、その上で可動式のステアリングコラムを前に跳ね上げ、前部の黒いゴム製のマット部分を足場として乗降するという奇抜なものであった。緑のパースペックスで手作業でエッチングされたグラフィックを使用した未来的なインパネおよびステアリングはイタリアの自動車パーツメーカーGallino-Helleboreによって製造されたもので、バックミラーはサイドスカラップの内側に沈められる形となるため、後方視界は悪かった。ヌッチオ・ベルトーネは、ストラトスHFゼロをわざわざ自走で運転してサンパオロ通りのランチアの本部に行き、ランチア・レーシングチームの面々を庭に連れ出して車を見せている。
この時点でストラトスHFゼロは量産からはほど遠いショーカーであり、1968年のアルファロメオ・カラボ、1970年のストラトスHFゼロ、そして後には1971年のランボルギーニ・カウンタックにも続いていく系譜であり、ストラトスゼロのすべてが未来的に映っていた。メッシュグリル、ファットタイヤ、突き出たギアボックスケースの側面にオフセットされたデュアルエキゾースト等のデザインディテールはカウンタックに引き継がれたが、フルヴィアに代わる「ラリーで勝てる車」を欲していたランチアにとっては興味の薄いものであった。
後にそのスタイルの斬新さから映像作品に登場することもあり、マイケル・ジャクソンの1988年の映画『ムーンウォーカー』にマイケルが変形する車として登場したほか、パイオニアのカーコンポ『カロッツェリア』のCMにも登場した。パイオニアの出演時点ではパワートレインは撤去されて不動車となっており、レッカー方式で撮影が行われたが、2000年にカプリエのStile Bertoneで完全にレストアされ（同時に車体色をシルバーからブラウンに変更）、現在は自走が可能となっている。

#### プロトティーポ期 (1971年-1973年)
ランチアにとっては興味の薄いストラトスHFゼロであったが、ベルトーネにとっては量産車となった場合の年間生産台数3万台というランチア側とのミーティングで提示されていた数字は利益を考えても充分魅力的であった。そこで、ベルトーネはストラトスHFゼロがミッドシップというラリー競技車にとって有利であることを利用し、量産化に向けた売り込みをランチアに対してかけることで様々な要素を検討した。

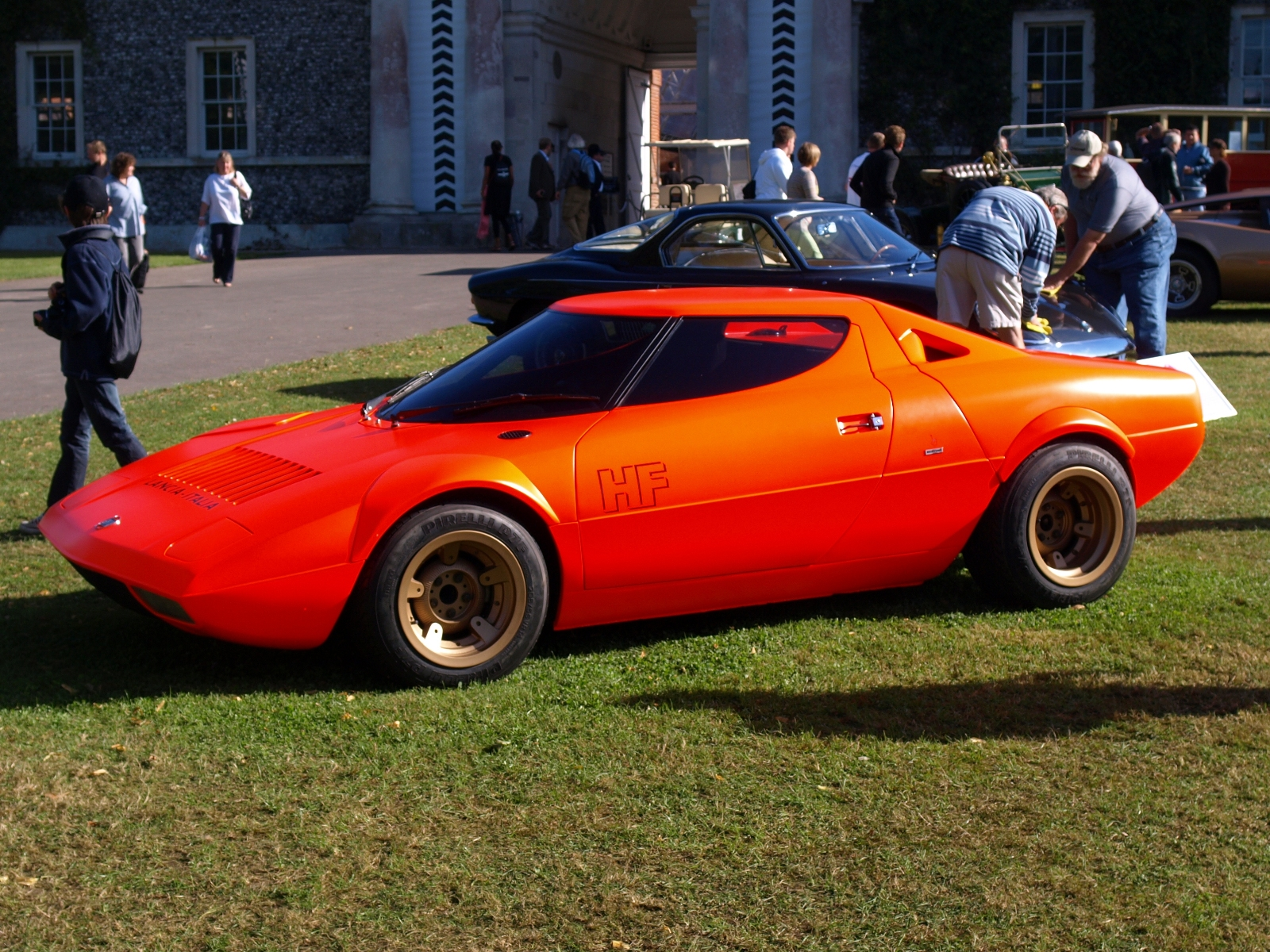
ストラトスHF プロトティーポ

前述のようにラリー競技での勝利を目指す車を欲していたランチアでワークス・チームの責任者を務めていたチェーザレ・フィオリオは、当時のラリー界を競技に特化したマシンが席巻している中で、フィアット傘下に入ったことによるランチア製品ラインナップの縮小という現状からの背景上「手持ちの駒がなければ作ればいい」とし、以下の点を新たにチーム・ディレクターとして加わったピエルーゴ・ゴッバート、エンジニアであるジャンニ・トンティ、クラウディオ・マリオーリ、作業に関わるメカニックからの意見を纏め上げ、ラリー競技車の条件として課した。
- 補修、点検が容易に行える整備性
- 過酷なサファリラリーに耐える頑強な機械機構（高い信頼性）
- ラリーでの高度な運動性能

これらが2、3年で色あせてはならないという命題をもとにベルトーネが作り上げたのが、強固なモノコック構造のコックピットの前後にプレス鋼板製のボックス型サブフレームを取りつけ、そのフレーム上に各々前後端のピンで大きく開口する軽量なFRP製の前後カウル（後にヒンジ化され、実戦仕様ではさらに肉薄化される）の蛍光赤色に塗られたランチア・ストラトスHFプロトティーポ（Chassis No.1240）であった。この車は1971年秋のトリノ・ショーで発表された。
エンジンやトランスミッションを搭載する車体後部は整備性を十分に考慮した骨格とした。サスペンション周りの構造は同時期にフィアットで開発され、当時ベルトーネ在籍のマルチェロ・ガンディーニがストラトスと並行してデザインに携わっていたフィアット・X1/9と同形式の剛性の高いものが採用された。エンジンは、開発初期にはフルヴィア、ベータそして1971年のトリノ・ショー公開時にフェラーリ・ディーノV6 の3つの異なるエンジンを載せ、サスペンションは後述の通り実戦やテスト走行での改修が必要な段階にあった。しかし、剛性の確保しやすい、全長及びホイールベースの短い車両という点から、ストラトスのボディ剛性は当時のF1マシンに匹敵し、例えば20年近く後に出たフェラーリ・348を上回るほどだったという。
この高いボディ剛性のためストラダーレに対してラリーカーも大きな補強をすることなく、ほぼそのままの状態であった。この強固なシャシーの発案自体はX1/9の開発にも関与していたダラーラであり、製作はランボルギーニ・カウンタックや後のBMW・M1のフレームを担当したウンベルト・マルケージであった。ストラトスには高い競技能力が期待されたために同様のMRレイアウトを持つX1/9で世界ラリー選手権（WRC）に参戦するよりも、より宣伝効果の高いグループ4クラスにストラトスを投入することがフィアットの販売戦略により決定され、ラリーチームのエースドライバーであるサンドロ・ムナーリ、クラウディオ・マリオーリらの意見も取り入れてその後の開発が行われた結果、完成した最終プロトタイプがスポンサーの意向により1972年のツール・ド・コルスからWRCのプロトタイプクラスに投入された。
ツール・ド・コルス参戦当初はサスペンショントラブルを抱えていたものの、その後もダラーラのバックアップ体制の下で熟成は続けられた。1973年には量産モデルに近いプロトタイプが発表されたが、この車は後に純正オプションとなるルーフとリアのスポイラーがなく、前後カウルのアウトレットルーバーの形状や、ダッシュボード上に計器類が配列され、ワイパーは2本式といったようにストラダーレの形態との差異があった。
この時点でランチアは仕様書に沿って具体化、改修されていく暫定的なストラトスを、ストラダーレとしてのデチューンバージョンを視野に入れた擦り合わせもエンジニアに加わったマイク・パークスと共にテストをプロトティーポを実戦投入しつつ同時進行していくことになる。ストラダーレの生産予定は公認取得予定であった1973年中に行われる予定であったが、大幅に遅れつつあった。ストラダーレのデザイン、製造はランチアのテクニカルディレクターであるセルジオ・カムッフォが担当した。

#### ストラダーレ量産期 (1974年-1975年)

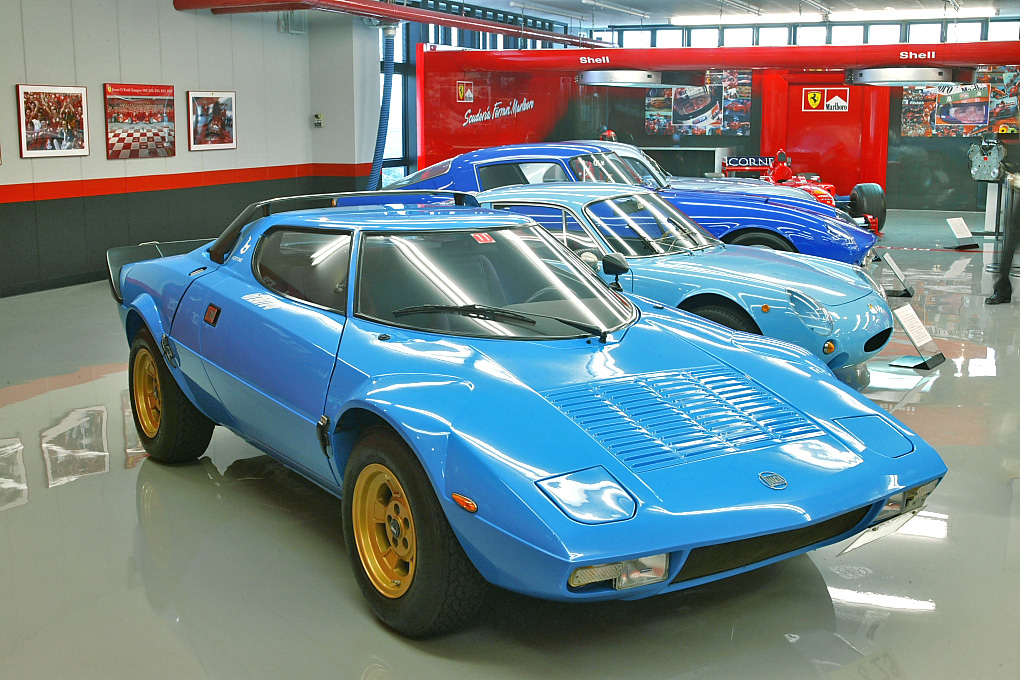
ストラトス HF ストラダーレ

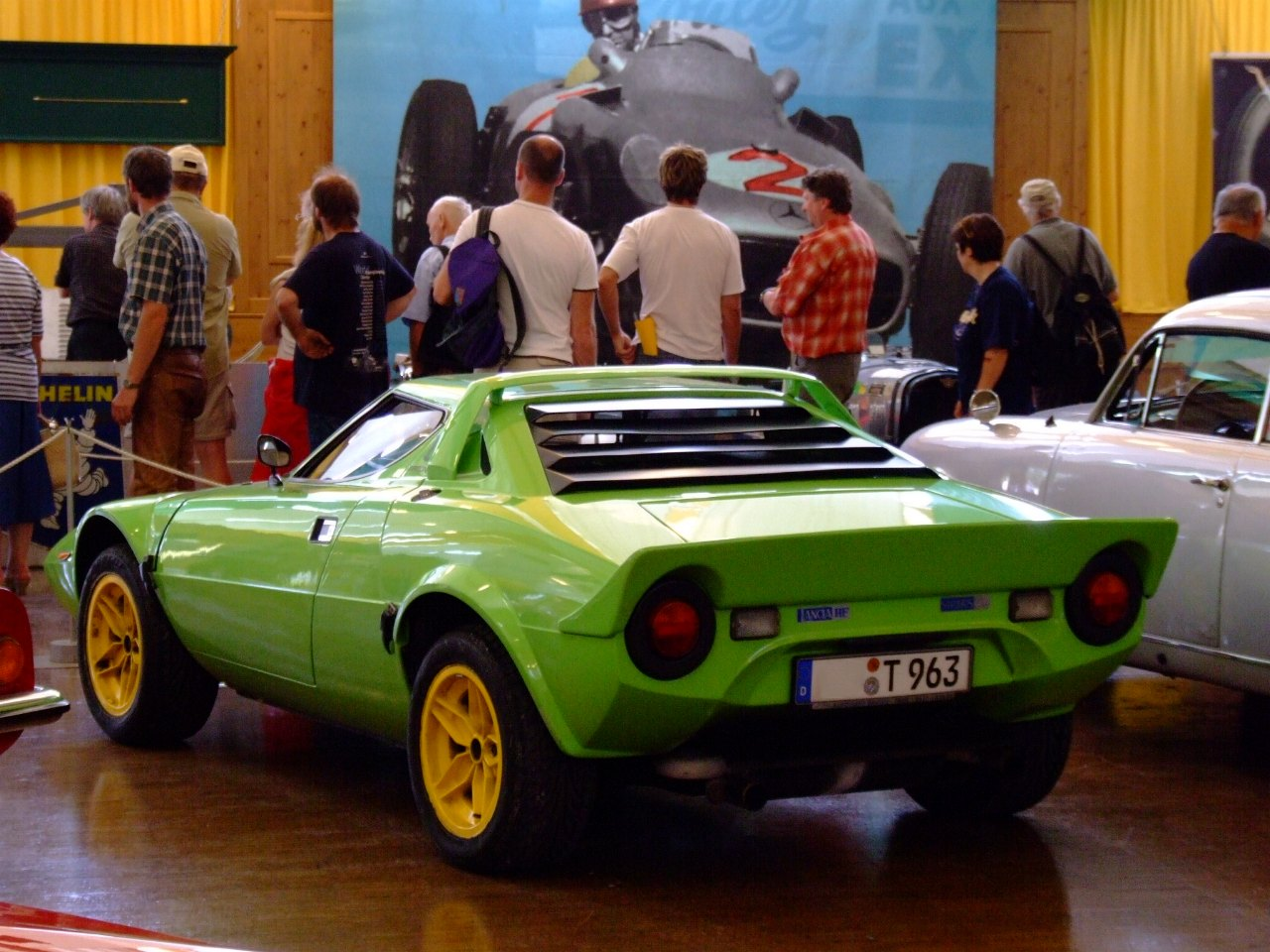
ストラトス HF ストラダーレ

当時のラリーカーは量産車を競技用に改造したものが一般的だったため、グループ4も量産車の競技用特別仕様を想定したものである「連続する12か月間に5,000台を生産した量産GTカー」をグループ3として公認し、それをベースに改造した車両をグループ4とする規定であった。しかしランチアのチェーザレ・フィオリオは、グループ4のホモロゲーション取得のための必須生産台数が「連続する12か月間に400台」と少ないことを利用し、パワートレインだけをグループ3車から流用した競技専用車に近い車両を製作してラリーに持ち込むという手法を編み出した。
グループ4の公認は1974年10月に取得したが、フェラーリからのエンジンの供給が途絶えがちだったこともあり、規定台数（分のパーツを含む完成車）を製造できたのは翌年以降であった。
1974年から製造を開始したとされるストラダーレ仕様は、後期のラリー仕様と同様の両側に張り出すリアフェンダーが純正オプション化され、プロトタイプでは前後ダブルウィッシュボーンであったサスペンションがリアをロアアームにラジアスアームを追加したマクファーソン・ストラットに改められた。元々ラリー用として開発された設計思想からサスペンションは調整可能な構造であり、最低地上高は130 - 165 mmの間で調整できた。ストラダーレのヘッドライトはフィアット・124用が流用されており、サスペンションピックアップの調整幅はジオメトリが変更できるほどではなかったものの、スプリングとダンパーはオプションとして数種類が用意され、使用状況に合わせて選択することができたほか、スポーツオプションとして固定式のスタビライザーも用意されていた。実用面を見ると、定員は2名分しかなくラゲッジスペースはリアのエンジンの後端寄り上部のトレイとヘルメットが入る奥行きのあるドアポケット位しかなかった。その上、馬力や排気量至上主義であった当時のスーパーカーファンからしてみると、この車以上のスペックを持つ車が数多く存在する中でラリー競技に特化したストラトスへの理解が低かったことから、市場的に成功した部類の車とは言いがたい。さらにフェラーリとしてはディーノへ優先的にエンジンを供給しなければならない立場にあり、ランチアにしても1973年のオイルショック後の景気回復までの影響が災いし、ストラダーレでさえも消費者ニーズの優先順位的には低く、利益には繋がらなかった。結果的に最終的な全体での生産台数はFIAの規定台数をクリアしたが、フィアットの意向もありストラトスの生産は492台に留まった。その時点でストラトスの生産工程があるベルトーネのグルリアスコ工場が火災に見舞われ、全体生産台数に計上される予定であった1/5程度のストラトスが失なわれた。世界的なコレクターの調査によれば結果的に当時の残存数は400台未満とされる。こういった事情からラリーを宣伝材料に利用したフィアットは、販売戦略の対象を高価で特殊なストラトスから大衆車のフィアット・131をベースにした「フィアット・131アバルトラリー」へと早々に変更。同時に、ストラトス・プロジェクトに深く関与していたゴッバートは、ランチアのゼネラルディレクターを解任された。チームエンジニアを兼任していたF1ドライバーであったマイク・パークスの死去、フィオリオに至っては1977年よりフィアットのモータースポーツ部門責任者も兼任し、苦渋の思いであと5年はラリーでトップを渡りあえるであろう熟成度7割程度であったストラトスでのワークス活動の引き際を模索することになり、ランチアのWRC活動は縮小。その年の末のフィアットのモータースポーツ部門との統廃合により、両社の計画はラリー活動をフィアットが担い、ランチアはスポーツカーレースへの参戦が割り振られた。

### エンジン

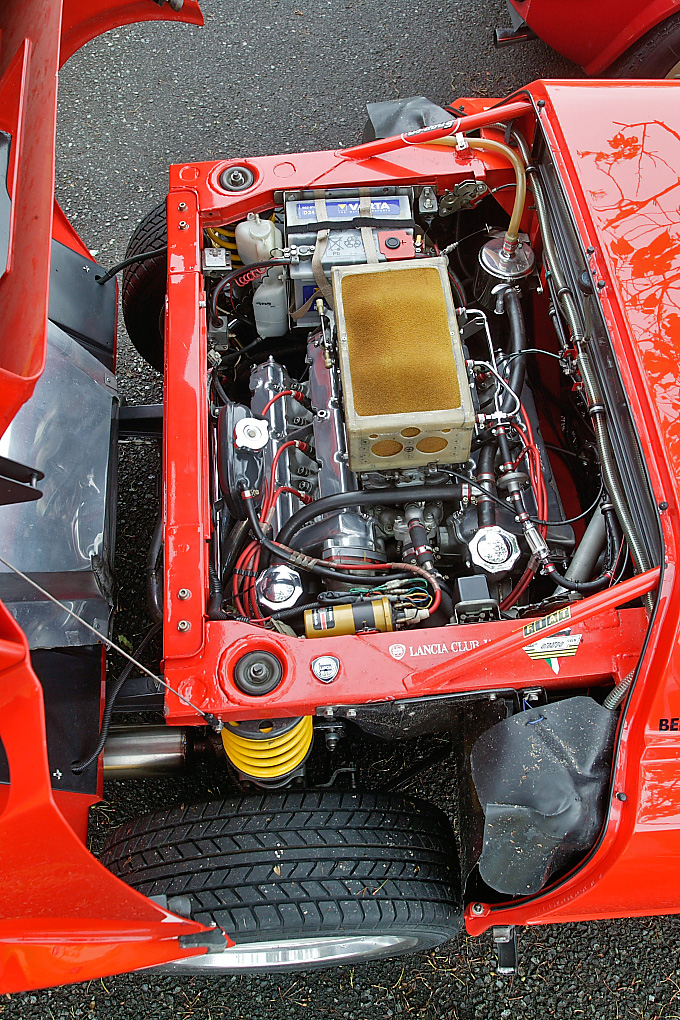
ストラトスのリアセクション（ストラダーレ仕様）

開発の初期段階で、フルヴィアの水冷V型4気筒エンジンを一旦検討するが、ワークスカーでも160 PS程度ですでに性能的に限界に近く、フィアットは131の1.6 L 直列4気筒OHVエンジンを提案したが重量が重く、当時のランチアには新たにエンジンを開発する時間も資金もなかったため、ベータ用に開発中だった2.0 L 水冷直列4気筒DOHCエンジンに決まりかけていた。しかし、1970年のツール・ド・フランス・オートモーティブにおいてフェラーリから借りた同じ横置きミッドシップ車であるフェラーリ・ディーノでのムナーリによるテストドライブの感触の件や、1971年にトリノ・ショーで発表されたストラトスには、仮のエンジンとしてディーノ206GTのV型6気筒ユニットが搭載されており、それを目の当たりにしたチェーザレ・フィオリオが元フェラーリのピエルーゴ・ゴッバートを通じてフェラーリと親会社のフィアットに提案、当時現行のディーノ246GTの2,418ccV6エンジンを獲得することに成功した。
エンジンはディーノ・246GT/GTSやフィアット・ディーノのものと基本的に同一である。元々フェラーリの2,418ccのV6エンジンはディーノ206GT用のユニット自体、フォーミュラ2用に開発されたもの。ストラトスで採用されたのはこれをボアアップした後の246GT用のユニットであり、どちらも高回転寄りの特性を持つ。ストラトスではラリー用に中低速重視へ仕様が見直され、最高出力は5PS低くなり、発生回転数は200rpm低くなった。さらにシリンダーブロック、コンロッド、ピストンはディーノと同じだが、カムシャフト、クランクシャフト、ヘッドなどは専用パーツに変更、リアミッドシップに横置きし、後輪を駆動する。ギア比が極端なクロスレシオに設定されていることもあり、最高速はディーノ246GT/GTSより遅い230km/hとなっている。ヘッドバルブ数による仕様の違いは諸元ではGr.4用の一部とストラダーレ用の12バルブで240bhp/7,800rpm、主にGr.4用24バルブで290bhp/8,000rpm、最大トルクもその差は2.6kg-mと差があり、燃焼室形状も12バルブ仕様ではショートストローク向けではない半円球構造、キャブレター仕様はストラダーレでもウエーバーのダウンドラフト式46IDAでホモロゲーションを受けており、（フェラーリ）ディーノ生産分、フィアット・ディーノ供給分との差別化がなされていたが、レースカーとしては当時標準的な構造であったもののラリーカーとしてのエンジン構造としては80年代まで通用出来るようにと見据え、技術的にも先進的だったといえる。また、競技仕様であるワークスファクトリーカー最終仕様の出力については、それぞれの競技の項参照。エアファンネル上部の配置されるサージタンクの違いは湯たんぽのような形状で両端に2本のノズルが開くタイプと四角いケージ形状のエアクリーナーが付くタイプ（Gr.4、ストラダーレともに種類あり）、さらには後期型である薄型の平らな黒いケース形状のものがある。1974年に登場したレース用のターボエンジン仕様ではファンネルを覆うケージ形状のエアクリーナーが付くタイプの上に過給機の取り込み部が付く。

### 全長とホイールベースの短さ
一般的に、自動車はホイールベースが長いほど直進安定性を得やすく、ストラトスのリヤのトレッドは例えば日産スカイラインGT-Rに近い数値なのに対し、ホイールベースは一般的な軽自動車のホイールベースよりも短く、全長は欧州車での分類上のAセグメントに相当する短さであり、ホイールベースを前後トレッドの平均値で割った数値のホイールベーストレッド比（W／T）はストラダーレでさえ約1.51と小さい数値である。これはラリー競技としての資質を優先させたゆえであり、ホイールベースが短いため直進安定性を得るのは簡単ではないが、代わりに高い回頭性を得ている。そのためこの車を駆ったプロドライバー達は乗りこなしに苦しんだ。その挙動については、WRCでの実戦でストラトスに乗ったことのあるラリーストであるミシェル・ムートンやビヨン・ワルデガルドとの取材時エピソードで語られている通り「全てのコースがコーナーであってくれれば良いと思ったくらい」、「直線では気を抜けない」などと表現していた。当時ラリーに参戦していたストラトスの写真はどれも決まった車体のコーナリング角度が無く、写真を見るだけでもその回頭性能がシビアだったのかがうかがえる。当時のタイヤ性能でその特異なコーナリング性能を発揮するにはいささか不足がちとしてワークスチームタイヤ供給元であるイタリアのピレリに開発を委ね、後に「ピレリ・P7」として商品化もされた。

## 競技
ランチアのワークス活動としてはラリーとレースがあるが、プロトタイプから熟成を重ね頭角を表すようになった。カテゴリ毎でのレギュレーション上の細かい箇所での仕様変更も伴う。競技仕様は「コンペティツィオーネ」として「プロトティーポ」でのサスペンション形式である前後ダブルウィッシュボーンのまま動力系のチューンとリアのタイヤトレッド幅変更によるカウリングの変更（初期のラウンドアーチと後期のスクエアアーチ）やランプポッド、ルーフスクープ、チンスポイラー、マッドフラップ等を段階的に施して派生した。シャルドネチームは1975年のツール・ド・フランスなどグループ4マシンの車両がないときにグループ5マシンをレンタルし、グループ4仕様に改造（グループ5仕様のスポイラーを取るなど）してラリーやレースに出場するなどの例外もあった。

### ラリー
ランチアがストラトスを投入するまでは当時のラリーは軽量FRPボディのアルピーヌ・A110に手を焼いていた1971年シーズンまで、ランチアはフルヴィア、フィアットは124アバルト・スパイダーで対抗するも、RACラリーとスカンジナビア・ラリーにはフォードとサーブなどが焦点を絞っており、常勝は難しく、サファリラリーには日産がブルーバード510、ダットサン・240Zや地元勢がスポット的に勝ちを狙い、ランチアがヨーロッパのみならずのラリー制覇に目を向けるにはプジョー、ルノーのフランス勢の存在もあり、フルヴィアやその後、ともに新規参戦するベータ・クーペの戦闘力で押さえつけるには開発競争的にも熾烈を極めていた状況であった。まず、ストラトスは前述の通りプロトタイプクラスで1972年のツール・ド・コルスにエンジンフードの上にインダクションポッドを付けた仕様を試験的に投入。1973年、1974年とラリーはオイルショックで一時開催を部分的に自粛するも、その後はストラトスが旋風を巻き起こし、そこから熟成を重ね、1973年世界戦外であるスペインのファイアストーン・ラリーで初優勝を挙げるとこれをコンペティツィオーネ仕様として熟成させていくことになる。熟成に際して各スペック開発へ関与していたのはサファリスペックをムナーリが担当。それを転用しグラベル兼用とし、ターマックスペックを開発上の能力に長けたクラウディオ・マリオーリが担当した。

#### WRC

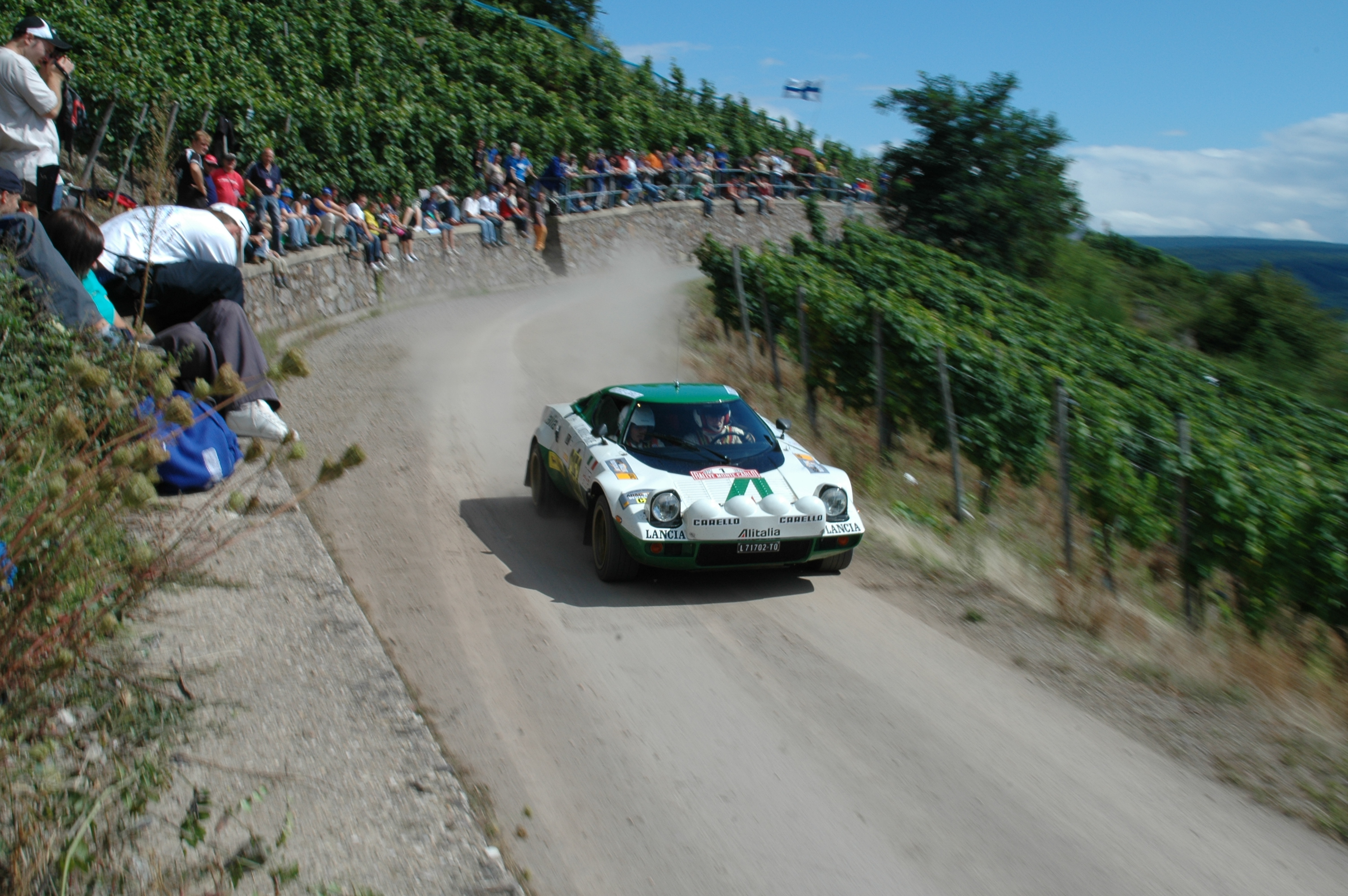
ストラトス Gr.4（1975年 ワークス仕様）

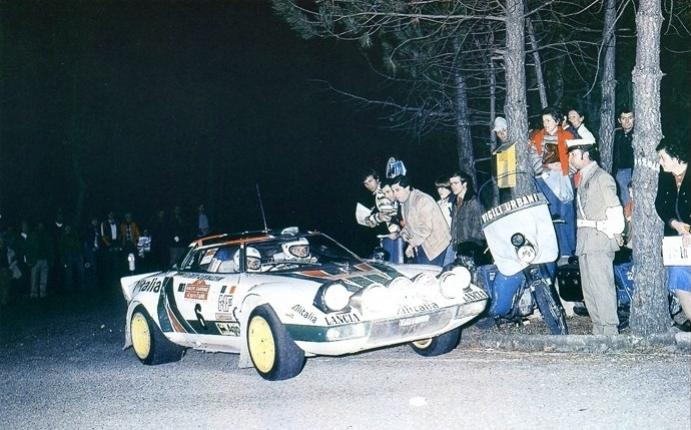
1976年ラリー・サンレモのナイトステージを疾走するピント・ベルナッチィーニ

WRCでの初勝利は、市販モデルとして挑んだグループ4ホモロゲーション取得直後の地元ステージ、1974年ラリー・サンレモであり、わずか4戦に出場しただけで1974年のメイクス・タイトルを獲得した。その後、1975年、1976年と、他チームはストラトスに照準を合わせ開発を進めるも、どの車よりもターマック、グラベルを問わず総合的に寄せ付けなかった。
そのような強烈な速さを示す反面、ミッドシップエンジンのストラトスは運転するのが難しく、ポテンシャルを引き出すためにアグレッシブさが求められるため、乗りこなせるドライバーは多くなかった。
完走の難易度が高い1975年のサファリではビョルン・ワルデガルドとサンドロ・ムナーリのストラトス2台、ベータ・クーペを1台支援としてエントリー。サービスポイント数やセスナの手配においても他チームより万全のサポート体制を敷き、79台出走中完走14台と言う過酷なラリーとなった。3台とも度重なるミッション、サスペンショントラブルの中、幸運にもポイントリーダーである三菱・ランサーのジョギンダー・シンが翌日の第2レグ前半でリタイア。ベータもその直後リタイア。ワルデガルドもブレーキトラブルでペースダウンを余儀なくされ、オベ・アンダーソンのプジョー・504よりポイントでリードしていた分、トランスミッション修復でポイント減点されていたムナーリが最終ステージでコースアウト。リアセクションをヒットさせ、スペアタイアの重みでリアカウルが吹き飛び、三菱勢を抑えつつもゴール手前でカウルを付け直し、なんとかムナーリが2位、ワルデガルドが3位に食い込む。翌年からのサファリではその間のラウンドであるRACラリーでも同様のトラブルが起きていたことからスペアタイヤをルーフに取り付けるように変更されたのはこの時の反省が活かされる。さらにサファリも得意としていたワルデガルドが、監督のチェザーレ・フィオリオとの確執により、1976年後半にフォードへ移籍。このことから1977年のサファリを勝ち取るのがこの車にとっていかに難しかったかがうかがえる。結果1974年、1975年、1976年の世界ラリー選手権製造者部門のタイトルを獲得。この時点で3度メイクスタイトルに輝いたがムナーリ、ラウノ・アルトーネン、ヴィック・プレストン・ジュニアなど多くのドライバーがRACラリーだけは勝てなかった。
ランチアチームのカラーリングの変遷としては1975年からはそれまでのマールボロに代わり、アリタリア航空がスポンサーにつき、フロントフード部分にアリタリアのAマークを配した白と緑色のカラーリングに変わる。ここからWRCではワークスファクトリーで組まれた払下げ車両を含む「ファクトリーカー」を使用した地元有力プライベーターとともに破竹の強さを見せることとなる。1976年、1977年はボディ上面フロントからリアに赤、緑、白のストライプにボディサイドセンター部へ大きくマークを配した有名なアリタリアカラーとなる。
フィアットはランチアを1969年に買収したことで、実質2つのチームを所有し、1976年のシーズンオフにランチアとフィアットのモータースポーツ部門の統合がなされ、フィオリオがランチアとフィアットのモータースポーツ部門の責任者の任に就き「フィアット車での完全制覇」を念頭に置くようになり、下位カテゴリ（グループ1・2）で128（後継に当初X1/9投入を考えていたが131投入後にリトモを投入する）などでも参戦していた手前、それまで余り本腰を入れなかったこともありランチアより4倍程予算を割いているのに勝率が上がらなかった事がマーケティング的にもつらかったのである。これらの要因から、フィアットの意向でワークス活動を1978年からフィアット・131アバルトに移行。ランチアチームはスポーツカーレースへの転向、メインスポンサーのアリタリアを実質上取られ、前述の製造上の不運があったが、それでも1978年、ランチアは事実上シャルドネに運営を託しつつも赤と黒基調の、俗に言われるピレリカラーで臨戦態勢を続けた。ワークス最後の優勝は1978年マルク・アレンによるサンレモ・ラリー以前よりセミ・ワークス状態であるフランスのプライベートチーム、シャルドネやジョリークラブ、チェッカードフラッグへの継続供給と、それらのプライペーター・サポートとしてワークス・エンジニアのクラウディオ・マリオーリが残った。
1979年、「100ユニット生産によってホモロゲーションに仕様追加できる」というルール上の特例が廃止され、ワークスでのラリー最終仕様となっていた300馬力の4バルブエンジン、軽量フライホイール、ツインプレートクラッチ、レーシングギアボックスといったパフォーマンス向上に貢献するユニット類が使用禁止となる。そこで「コルス・マイスター」の異名を持つベルナール・ダルニッシュはツール・ド・コルスをシャルドネで勝利するために4バルブエンジン完成まで使われていた270馬力に進化させていた2バルブエンジンをワークス・エンジニアであるマリオーリに委ね、283馬力を絞り出すことに成功し、フォード・エスコートRSを駆るワルデガルドに勝利する。1980年代序盤でもその戦闘力は実戦で通用しており、最後の優勝は前述のダルニッシュによる、1981年ツール・ド・コルス。また、ローカルイベントであるシャモニー・アイスレース（氷上耐久レース）でもその勇姿を見ることができた。
市販車とは一線を画すような特徴である、流線型とはほど遠い鋭角的に張り出したドライビングライト（当時ではフォグランプ）を装備しているが、これは通常の車両用ではなく多大な光量を得るために特殊な航空機用を流用したものだった。しかし夜間に観戦していたギャラリーの目を直撃してしまい、眩しいとクレームが付いたので使用禁止になり、後年は光量を落とすようレンズカッティングされた競技車両用に換装された。

### レース

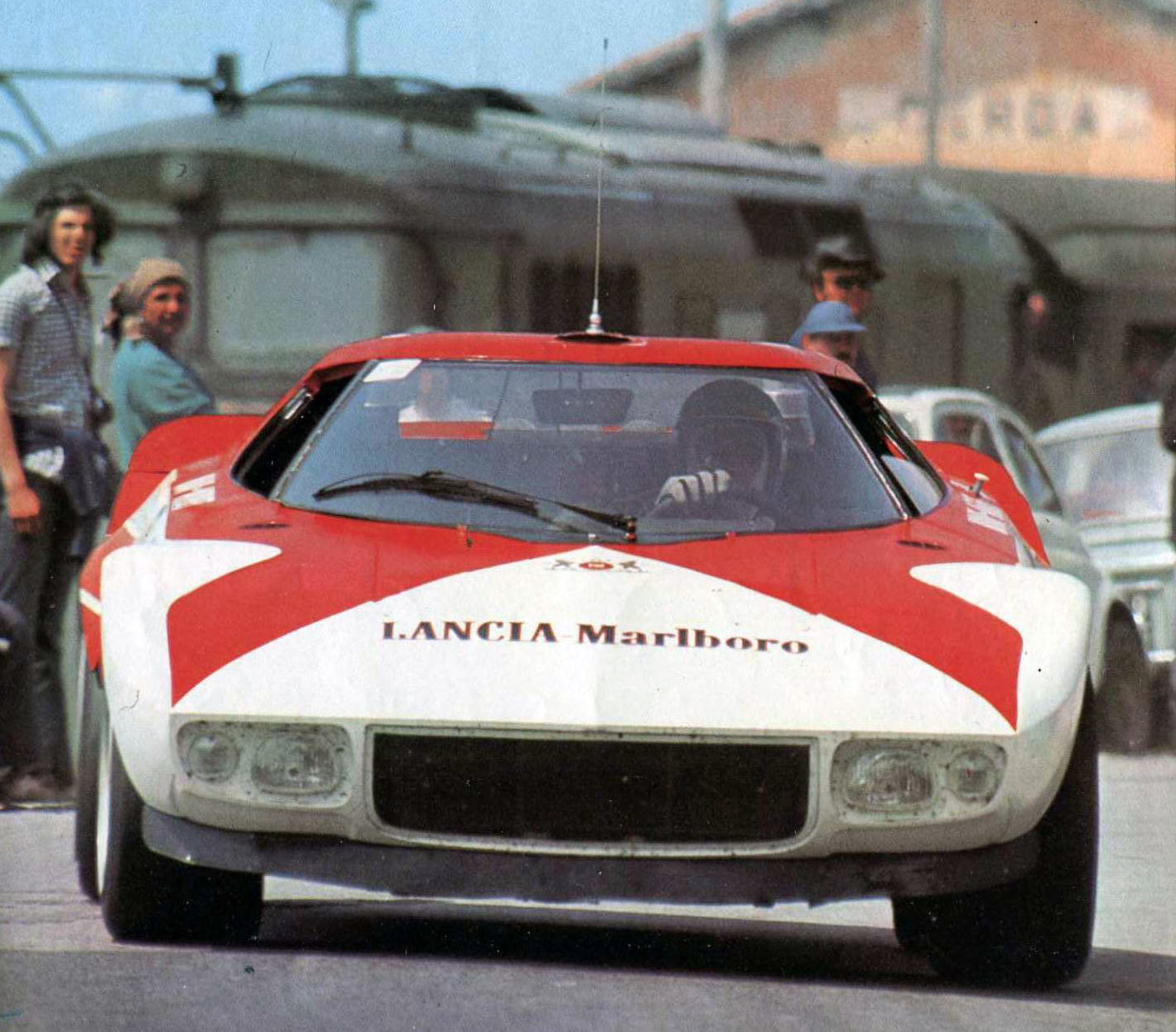
ストラトスHF2.4 V624Vプロトタイプ1973年タルガフローリオ

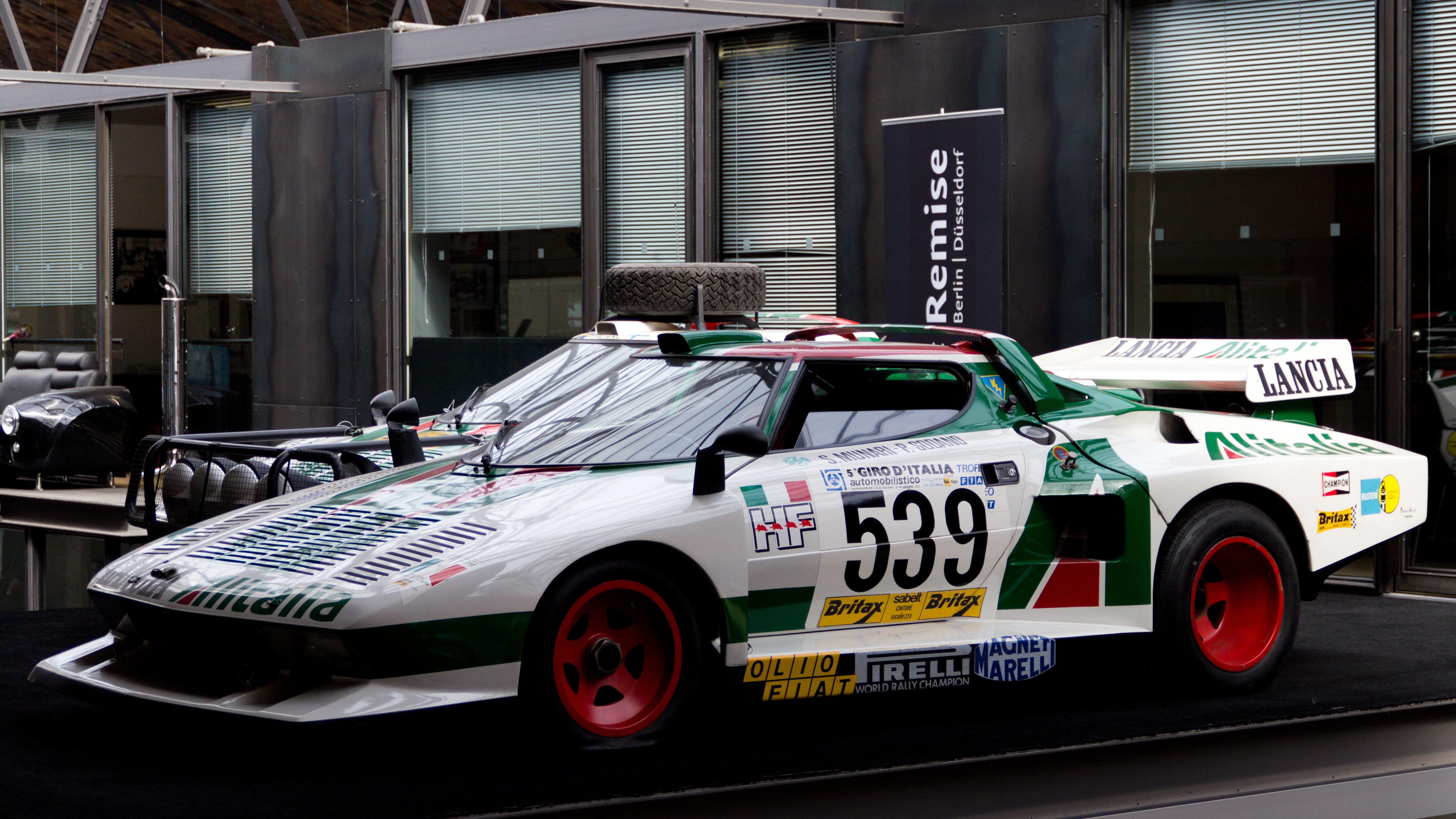
ストラトス ターボ Gr.5（ジロ・ディターリア　ムナーリ仕様）

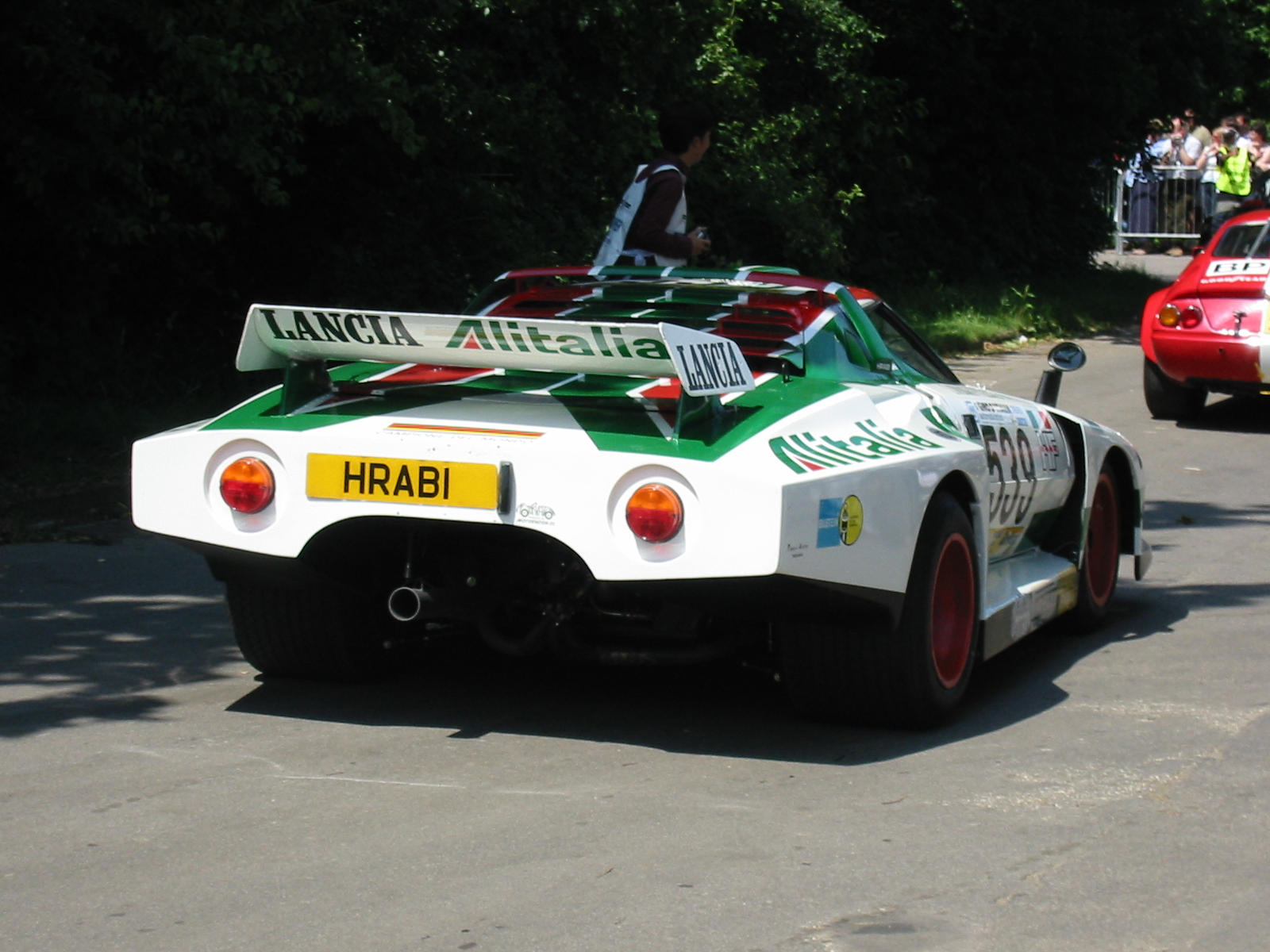
ストラトス ターボ リヤ側

ストラトスはモンツァなどでの地元サーキットレースやル・マンなどの24時間耐久カテゴリにも参戦した。参戦にあたり、クーゲルフィッシャー製インジェクタとKKK製ターボチャージャーを装備し、ドライサンプ化、ホイールベースを140mm延長し、耐久レース仕様のグループ5車両が製作された。また、タルガ・フローリオと言ったスポーツカー世界選手権外となった公道クラシックイベントにもWRC参戦前の1973年に、リア後端に6つの丸いアウトレットを開けたマールボロカラーのプロトタイプを投入し、サンドロ・ムナーリ、ジャン・クロード・アンドリュー組でバケットシートトラブルでピットインしつつも2位の成績を収めると、ツール・ド・レズナでも優勝を果たし、その後9月のツール・ド・フランスでリアスポイラーを小型化し、現在の形状とは違うルーフスポイラーを取り付けた仕様で優勝。1974年3月のシチリアでフロントスポイラーがワイドスムージング化されたロングホイールベース仕様の登場となり、その年のタルガにはアミルカーレ・バレッストリエーリ、ジェラール・ラルース組で優勝している。その後のツール・ド・フランスではアンドリューのNA仕様とムナーリのターボ仕様の二台体制で出場。アンドリューのストラトスは2台のリジェ・JS2に次ぐ3位へ食い込む。更に熟成が進みボディワークがよりシルエットフォーミュラ化されると、ムナーリの手による活躍がみられた。
1977年のジーロ・ディタリア・アウトモビリスティコをムナーリの手で走り、エンジントラブルでリタイアした「#539」は直後日本へ空輸され、同年富士スピードウェイで開催された全日本F2000選手権のアトラクション「スーパーカーVSレーシングカーショー」で星野一義がエキシビジョンとしてエンジン不調のままドライブし、話題となった。同時に展示車両としてGr.4ラリー仕様とストラダーレ車両も展示。このこともあって1977年のワークス（アリタリア航空）カラーが日本でストラトスを一番連想させるカラーリングとして根付くようになる。この車両は1980年代より長らく山梨県南都留郡の「ギャラリーアバルト自動車美術館」にて展示されていたが、欧州のコレクターErnst Hrabalekに渡り、自走可能な状態に復元されている。
1979年のグループ5仕様では先のインジェクション化やターボ化によるリファインに加え、3バルブヘッド化され、出力も耐久性を無視すれば560PSに到達するものの、スプリントレース仕様では530PSとしていた。ボディは850kgまで軽量化された。以降、ワークス活動をベータ・モンテカルロ・ターボ Gr.5のリカルド・パトレーゼ、ジル・ヴィルニューヴ等の手に移っていくと、多くのストラトスはプライベーターの手に委ねられた。

### ラリークロス

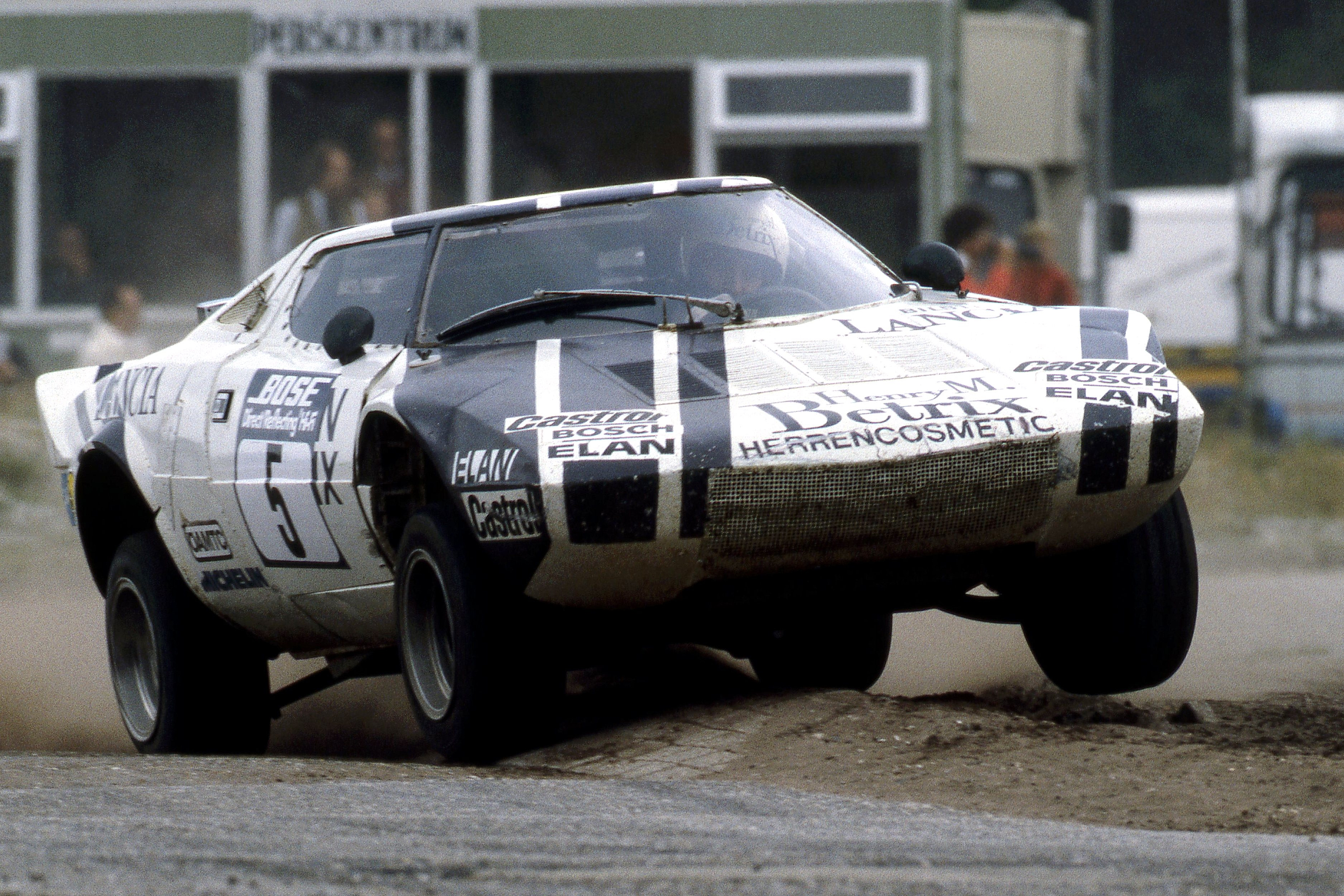
ストラトス Gr.5（1983年　ラリークロス　ベッツァ仕様）

1975年頃からヨーロッパ各地で盛んであるERAヨーロッパラリークロス選手権（現在のFIA ヨーロッパ選手権 ラリークロスドライバーズ）でも地元プライベーターに転用されている。中でも赤と白のメンフィスカラーのストラトスを駆るかのF1ドライバーであるアレクサンダー・ヴルツの父、フランツ・ヴルツがアルピーヌ・A110、ポルシェ・911などが猛威を振るっていた1975年から使用し、1976年にはシリーズタイトルを獲得。アンディー・ベッツァもストラトスユーザーとして息の長かった存在であり、ヴルツと共に勝利を重ねている。ベッツァはシーズン後半にアウディ・クワトロA2に乗り換えることになる。1983年当時の仕様ではグループ5として3.0リッターエンジンにまで発展させた仕様を投入していた。

## レプリカ

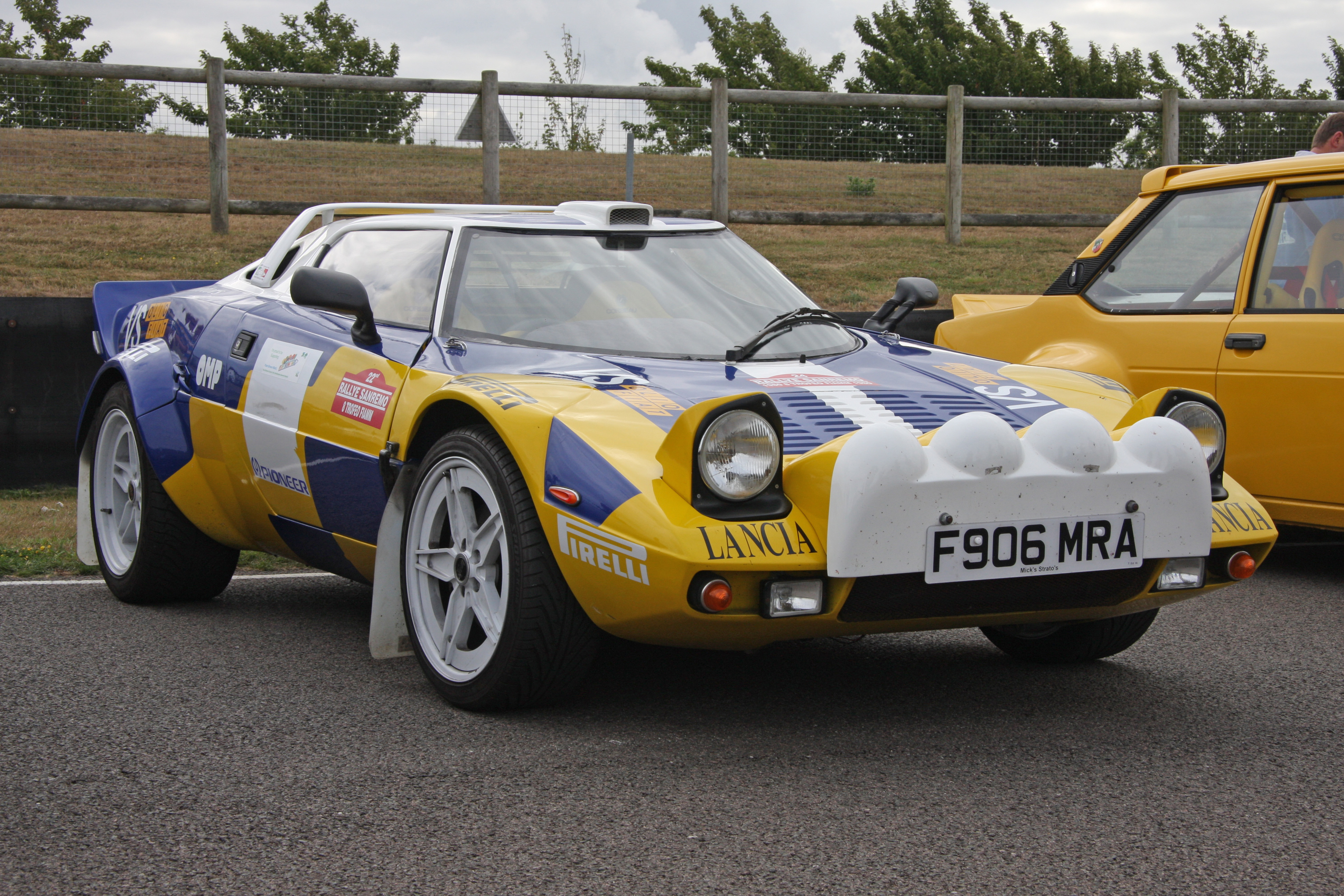
ネーピアスポーツCorse（2010）ラリートリムにて

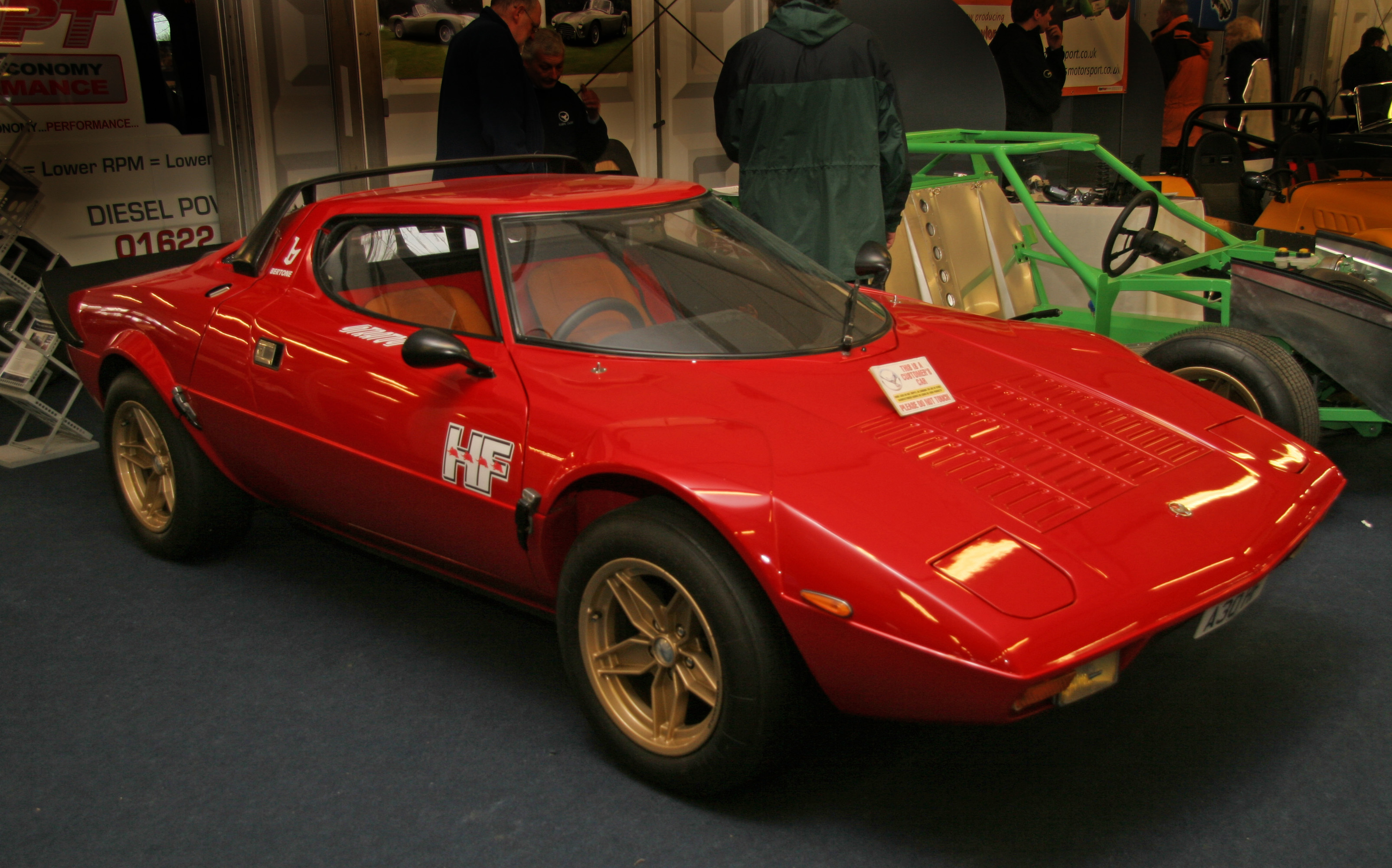
ホークカーズレプリカ

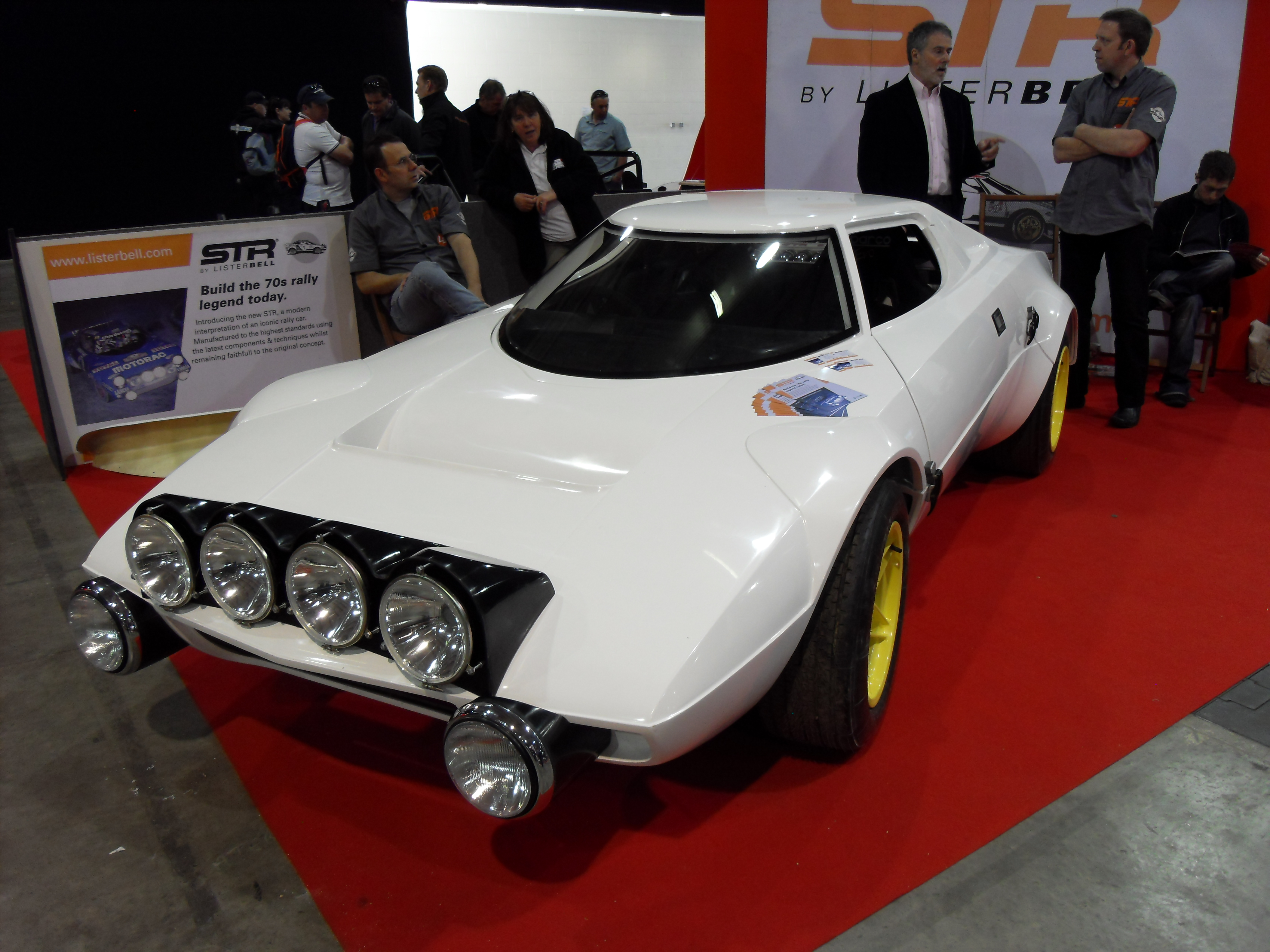
リスターベルSTR （2011）ストーンリーナショナルキットカーショーにて

日本において1970年代のスーパーカーブームの真っ只中に発売された車であったが、1980年から1990年代になると並行輸入やオリジナルの現存車両も少なくなり、ストラダーレ仕様でさえ希少となっていた。これらの要因から、ランチアとは無関係のレプリカのキットカーが多数存在するが、コストと生産性のバランスから、オリジナルのようにスチール製モノコック構造のキャビンの物は無く、英国等で公認車検を取っている車両も存在する。
- Handmade Cars製

1986年Stuart GrossがハートフォードシャーのBusheyで会社を設立。車名はアローラ（Allora）。ランチア・モンテカルロがベースだがモノコック、サスペンションも大幅に変更され、アルファロメオ、フェラーリ、ランチア、ローバー、ルノー、ボクスホール等のエンジンが用意された。1986年のエッセンモーターショーで発表され、ドイツのMotorsport-Center Mohrでは、キットと完成車の両方を販売した。合計13台が製造され、1989年に生産終了。下記Litton Carsが1989年から生産を引き継いだ。
- リットンカーズ(Litton Cars)製

イギリス製。1989年、スティーブ・グリーンウッドがノース・ヨークシャー州のスキップトンで会社を設立した。車名はコルセ（Corse）。上記Handmade Carsのプロジェクトを引き継ぎ、完成車やキットの製作を開始。セミモノコック+パイプフレームベースと、Handmade Carsアローラの後継車がある。多くの部品はランチア・ベータから流用され、エンジン選択肢はアローラ同様。合計約45台が生産され、1991年に生産を終了した。引き継いだ下記カーソンオートモーティブエンジニアリングは同じ場所で生産を続けた。
- C.A.E.（Carlson Automotive Engineering ）（カーソン オートモーティブ エンジニアリング）製

イギリス製。車名はコルセ（Corse）。鉄製かステンレス製の丸型パイプフレーム+鋼板フロアで多くのストラトスレプリカと同様に、キャビンおよびドアもFRP製となる。フロント、リアカウルもFRP製だがグループ4仕様のカウルに準拠して作製されており、その為リアカウルはルーバー下の雨除けカバーの部分が省略されている。仕様としてはリアサスペンションがダブルウィッシュボーン式とマクファーソンストラット式のものがある。（ダブルウィッシュボーン仕様は何故か前後ともスタビライザーが付いていない。（ストラット仕様は不明））アルファロメオ・75の2500㏄ V6やランチア・デルタの直4エンジンを積む車両が日本に点在する。オリジナル同様にディーノV6ユニットも搭載可能。1990年代後半までに日本に入ってきたものはC.A.E.製が多い。1999年に生産終了。Hennessey Racingを経て下記ネーピアスポーツ(スーパーストラトス)に引き継がれた。
- ネーピアスポーツ（Napiersport Ltd.）製　別名SuperStratos

ライオネル・グーチの指揮の下でイングランド南部のプールで生産された。上記コルセ（Corse）の車名を引き継ぎI、S、GTO、GTE（Gr.5仕様）等の各グレードがあった。ランチアV4、ランチアフラット4、ランチアV6、アルファロメオまたはホンダのV6またはV8、フェラーリV8エンジンを選択できた。2021年現在は生産されていない模様。
- ホークカーズ[42]（別名:ホークリッジ、旧名:Transformer Cars）製

イギリスのバックヤードビルダー、ジェリー・ホークリッジ率いるメーカーで、下記アタカエンジニアリングと親交があった。Stradale仕様、Gr.4仕様が選択できる。フレームワークは一見オリジナルに似た角断面のリアフレームになっているが、実際はキャビンもパイプのラダーフレームで、オリジナルと違ってセミモノコックになっていない。搭載エンジン、排気量によりモデルネームが替わり、HF2000 2L Lancia Beta/Thema/Deltaエンジン、8v/16v/Turbo/Volumex。HF2400 2.4L フェラーリディーノV6。HF2500 2.5L アルファロメオ155  V6（GTV6または75/Milanoではない）。HF3000 12vまたは24vの3.0L アルファロメオ164 V6 (75/Milano以外)。HF3000QV 3.0L フェラーリ308クアトロヴァルボーレ。ローバー製、ホンダD16A1も設定があった。多くの部品はランチア・ベータから流用されている。カンパニョーロ風コフィン（棺桶）スポークアルミホイール(COMPOMOTIVE製)はStradale仕様、Gr.4仕様共に15インチ。
- アタカ・エンジニアリング(AER)製

安宅進一率いる石川県津幡町の同社工場で生産していたアタカ製は上記ホークカーズ製を母体とする。オリジナルと違ってセミモノコックになっていないが、独自に変更している点も多く、ボディデザインは多少異なっている。2000年登場のHFR2000はエンジンが日産の直列4気筒SR20等日本車の中古品をリビルドしたものから選べ、後に改良を加えたHFR2000-Type2にまで発展した。このエンジンチョイスはオリジナルより系列メーカーに沿ったパワフルなエンジンとするか、始動やメンテナンスなど実用性・信頼性を重視したエンジンにするか、といった選択肢があった。左右ハンドル設定有り。アタカは社名をAERに変更し、2012年時点ではHFR2500-Type3をラインナップしている。
- LB Specialist Cars社[43]（Lister Bell Automotive社が社名変更）製

イギリス製。the STRの車名でStradale仕様、Gr.4仕様（リアフェンダーがラウンドアーチかスクエアアーチ）が選択できる。オリジナルと違いキャビンもロールケージ状の鋼管スペースフレームのシャシーがベース。オリジナルのシャーシ全体がCADで再設計され、より剛性が高くなり、Aピラーのパイプは、フロアーまで届く。ショックアブソーバーはナイトロンの車高調。アルファロメオ・166等の2.5、3.0、3.2リッターのブッソV6、トヨタ製の2GR-FE V6、フェラーリ製V6またはV8エンジンも選択でき、フェラーリ・モンディアルの3.0Lまたは 3.2L V8エンジンの場合、車名がSTR-Mになる。カンパニョーロ風コフィン（棺桶）スポークホイール（coffin spoke wheels）は15か16インチ（Gr.4のリアは17インチ）が選択でき、オリジナルに似たコンパクトなバケットシート等細部の再現度も高い。左右ハンドル設定有り。

## コンセプトモデル・プロジェクト

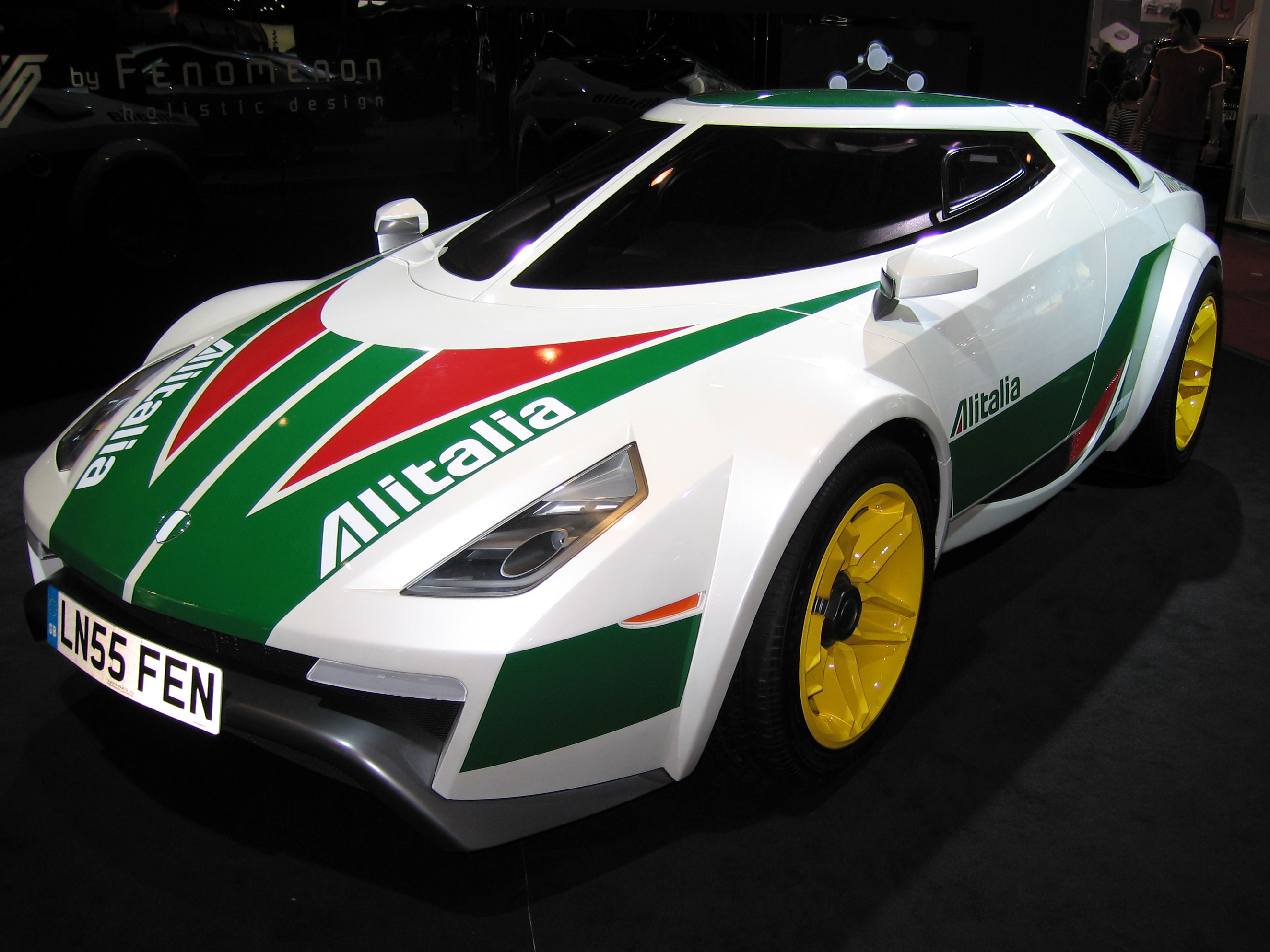
フェノメノン・ストラトス（アリタリア航空カラー）

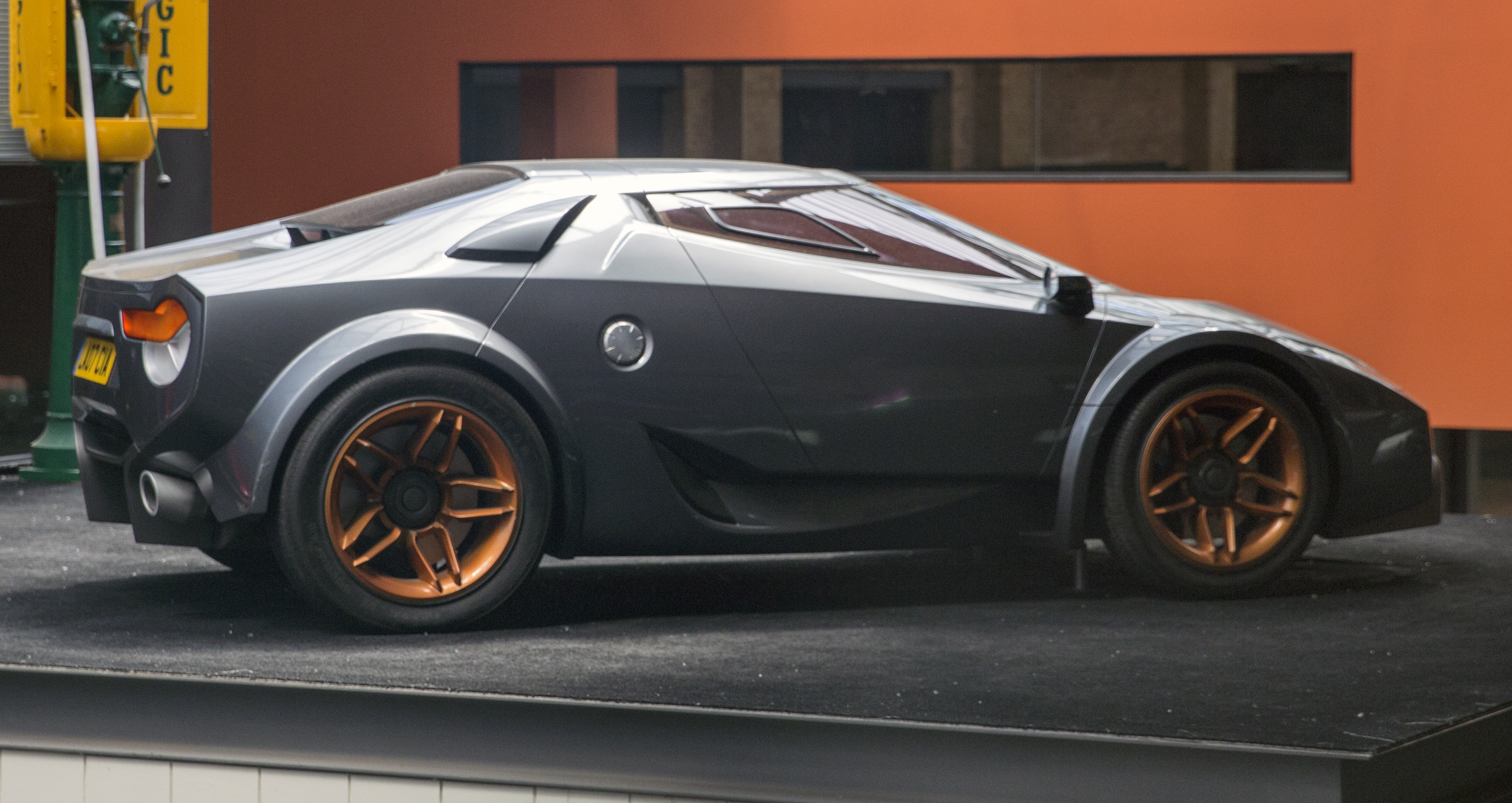
フェノメノン・ストラトス

New Stratos/Pininfarina Stratos

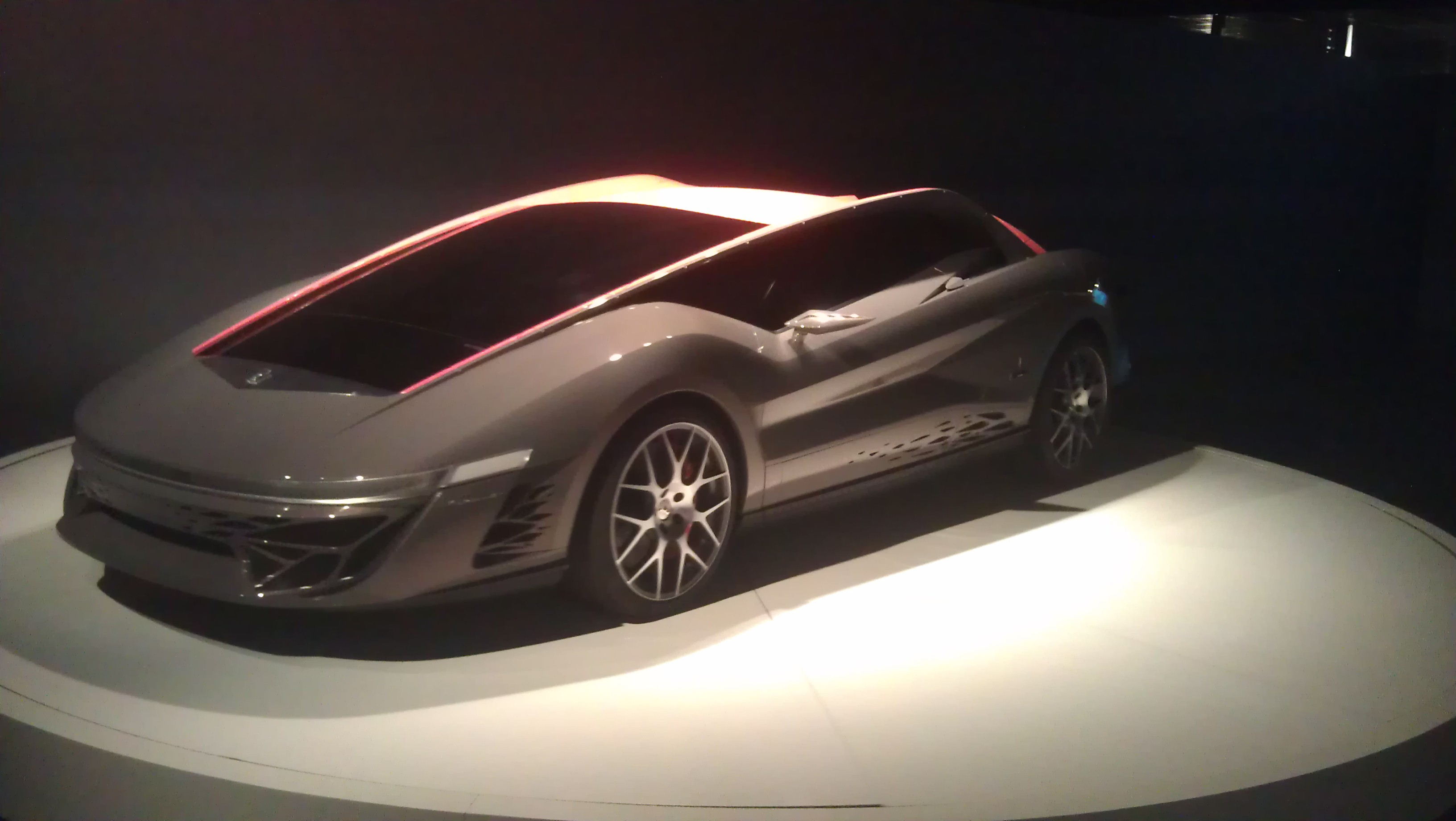
ベルトーネ・ヌッチオ

ストラトス・ゼロから数えると、生誕から2000年で30周年、2010年で40周年となったことが影響し、ストラトスの名称を用いたり、モチーフにしたコンセプトモデルや関連するプロジェクトが発表されている。
2000年のトリノショーでマルチェロ・ガンディーニが「ゼロ」的立場の「Stola S 81 コンセプト」を発表。ほぼ並行してゼニスウォッチと元F1ドライバーのエリック・コマスが主催した「World Stratos meeting」で、水面下でメモリアルとしてニューストラトスのプロジェクトが発足。2005年の時点で商標権がすでにランチア、ベルトーネからフェノメノンに移り、モックアップも完成。量産化については難航しており、フェノメノン代表がピニンファリーナに籍を移しつつ2010年、ワンオフと言う形で「ニューストラトス」が生まれ、1912年に誕生したベルトーネが2012年、創業100周年記念として「ゼロ」をモチーフとしたコンセプトカー「ヌッチオ」を製作した。

### ストーラ（Stola）S81コンセプト
2000年、先述のとおり、ストラトスの産みの親であるマルチェロ・ガンディーニが打ち出したコンセプトモデル。前後アウトレット、インテークが市販バージョンのプロトタイプに近いデザインなのが特徴。トリノのカロッツェリアであり、その後数多くの復刻車をリリースしている、ストーラ社が従来のクレイよりも便利とされる新素材、チバLY5185を採用しモックアップを作製した。

### フェノメノン・ストラトス
2005年、ロンドン新興のデザイン会社フェノメノンとADDがジュネーブ・モーターショーにてコンセプトモデルとして発表。かのワークスドライバーであるサンドロ・ムナーリのアドバイスの基、デザインされたものである。現在「ストラトス」という名称の権利はランチアでもフィアットでもなく、フェノメノン社が所有しており、今後の動向がファンにより注目されていた。同年9月の段階ではラリーで関り合いのあるプロドライブと量産契約を交している。
ドアを兼ねたフロントガラスを、2分割しているセンターピラーを軸に開くガルウイング方式としていた。ミッドマウントの419hp V8エンジンを搭載。

### ワンオフモデル（ピニンファリーナ・ストラトス）
2010年に発表、報道や公式サイトによれば「ニューストラトス」という名称をもつ。構想段階から実車の完成までに約2年を要した。ロゴについては「'」(ダッシュ)が抜けている「STRATOS」がリアに冠されている。一見、前述のフェノメノン・ストラトスと見間違うような前面のシルエットであるが、独大手部品メーカー、Brose社のオーナー兼CEOを務めるMichale Stoschekがフェラーリ・430スクーデリアをベースとしてピニンファリーナがデザイン・製作を実施。
スペックは全長4,181×全幅1,971×全高1,240mm、ホイールベース2,400mm。F430と比較すると、334mmコンパクトな全長、200mm短いホイールベースとなる。4.3L V8エンジンにはリアアクスルレシオも兼ね、より加速性能重視の設定とされる専用チューンが施され、最大出力540PS/8,200rpm、最大トルク51kgm/3,750rpm。フルカーボンファイバーのボディにより、車両重量はF430よりも200kg以上軽い1,247kgに抑えられ、パワーウェイトレシオは2.3kg/PSを達成。前後重量配分は、44対56とし、0‐100km/h加速は3.3秒、最高速は274km/h。その結果1トンあたり413bhpのウェイトパワーレシオとなる。
同年9月のテスト走行を経て同年11月に完成し、オーナーのMichale Stoschekに引き渡された。
このワンオフモデルに世界中から約40名の顧客が購入意思を提示したことを受け、ワンオフ復刻プロジェクトから進展し量産化計画が発表され、フェラーリ「フェラーリ・360モデナ」または「F430」をベースにして、少量生産に移される計画が進行していた。しかし、この計画についてフェラーリ側はピニンファリーナやフェラーリ関連のサプライヤーを使った量産は認めない方針として難色を示し、結果的にフェラーリ側の承認が得られず断念した。
2012年7月、地中海のマヨルカ島で開催されたラリーイベント「Rallye Isla Mallorca」に、オーナー自らドライバーとしてニューストラトスで参戦した。

### ヌッチオ
ベルトーネ創業100周年記念として「ストラトスHFゼロ」のデザインをモチーフとする形でベルトーネ所属のマイケル・ロビンソンがデザイン統括し、2012年3月のジュネーヴ・モーターショウにて発表された。1997年に逝去したヌッチオ・ベルトーネに敬意を示したネーミングとなる。その後、同年4月の北京モーターショーではモックからプロトタイプが作製されるに至った。
このプロトタイプは「ヌッチオ ベイジン プロトタイプ」と名づけられ、ベース車両をニューストラトスと同じ"フェラーリ F430"とし、最高出力480hpの排気量4.3L V型8気筒エンジンをキャビン後方に搭載したミッドシップレイアウトの2ドア2シータークーペで、公道実走の為に保安部品を搭載したロードバージョンとなっている。同年ベルトーネの最高経営責任者Marco Filippaが現地中国のバイヤーと販売交渉を行なっていたことを明らかにしていた。